# 卡斯特罗普-劳克瑟尔
卡斯特罗普-劳克瑟尔（德語：Castrop-Rauxel，發音：[ˌkastʁɔpˈʁaʊksl̩] ⓘ）是德国北莱茵-威斯特法伦州明斯特行政区雷克灵豪森县的城市，面积51.68平方千米，2023年12月31日人口为74,370人。

## 友好城市
卡斯特罗普-劳克瑟尔与以下城市结为友好城市：
- 英格兰 韦克菲尔德（1949年）
- 法國 万塞讷（1961年）
- 芬兰 庫奧皮奧（1965年）
- 德国 采德尼克（1990年）
- 波蘭 新魯達（1991年）
- 希腊 特里卡拉（2013年）
- 土耳其 宗古爾達克（2013年）